# Roswell (Nou Mèxic)
Roswell és una ciutat dels Estats Units i seu del comtat de Chaves a l'estat de Nou Mèxic. La seva població és de 45.293 habitants segons el cens del 2000. Roswell és popularment conegut per un incident d'un OVNI el 1947. La investigació i recuperació de les deixalles va ser utilitzat per l'Exèrcit d'Aire de Camp Roswell.

## Vegeu
- Incident OVNI de Roswell